# Wapen van Sint-Genesius-Rode

Wapen van Sint-Genesius-Rode sinds 1849.

Het Wapen van Sint-Genesius-Rode is het heraldisch wapen van de Belgische gemeente Sint-Genesius-Rode. Het wapen werd op 30 januari 1849 aan de gemeente toegekend.

## Geschiedenis
In 1849 werd aan Sint-Genesius Rode een wapen toegekend op basis van een zegel van de schepenbank van Alsemberg en Rode uit 1449/1459, die een zeshoekige toren met zijtorentjes weergaf. Het gaat hier vermoedelijk om een afbeelding van de oude kerktoren van de Onze-Lieve-Vrouwkerk van Alsemberg. In 1991 stelde de Vlaamse Heraldische Raad voor om het wapen te vervangen door een romaanse kerktoren van sabel, geopend en gemetseld van het veld, geplaatst op een grasgrond, maar het gemeentebestuur ging hier niet op in.

## Blazoen
Het wapen heeft de volgende blazoenering:
In zilver een kasteel met twee ouderwetse torentjes van natuurlijke kleur.

## Verwante wapens

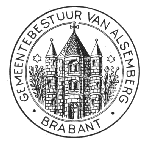
Wapen van de voormalige gemeente Alsemberg